# Carignan N
Pour l’article homonyme, voir Carignan.
Le carignan N, est un cépage noir de cuve dont l'origine est probablement aragonaise. Arrivé en France, il est essentiellement cultivé dans le vignoble du Languedoc-Roussillon. Il entre parfois dans la production de vin rosé et a longtemps eu la réputation, injustifiée aujourd'hui, d'être un cépage médiocre uniquement planté pour son rendement.

## Origine

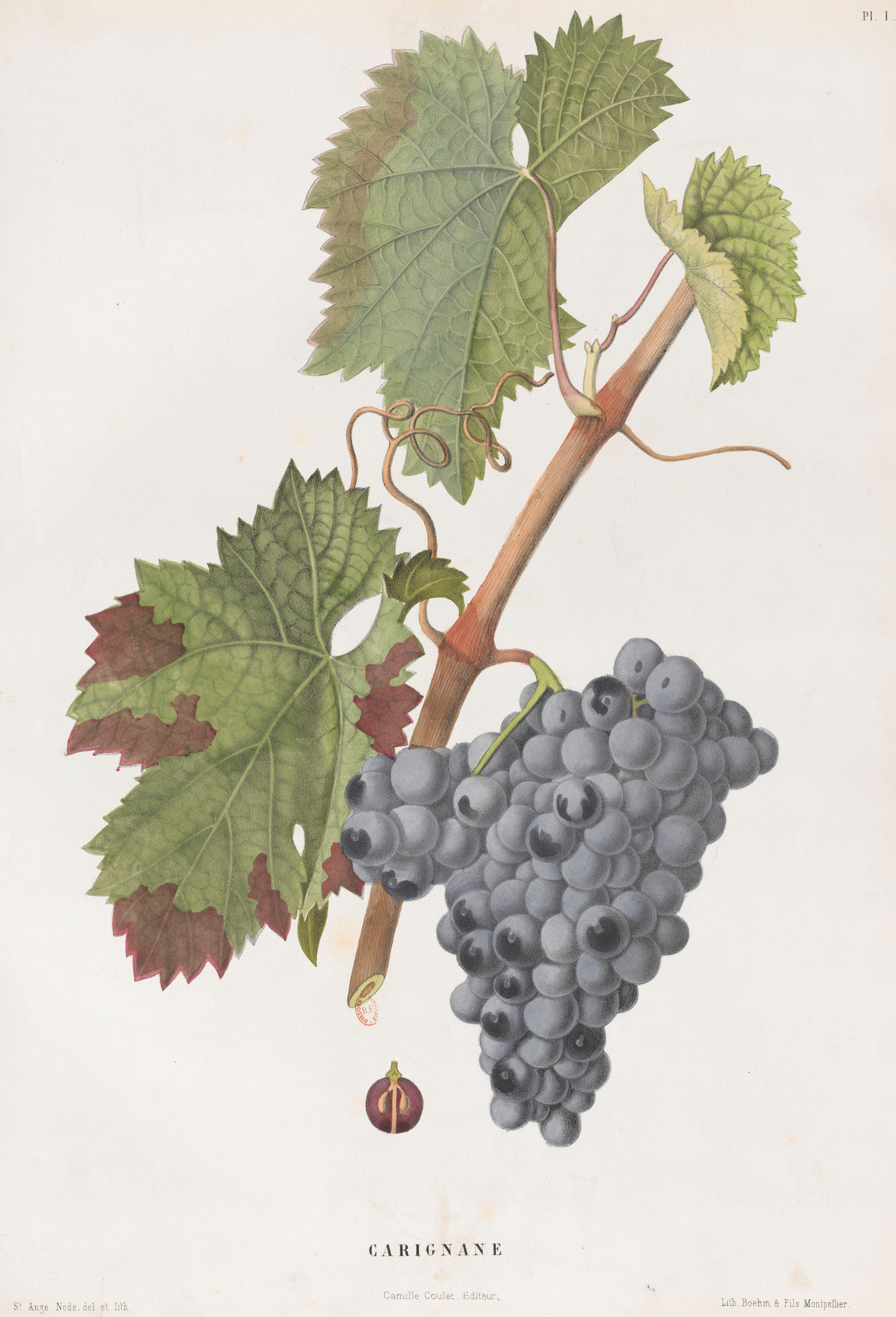
Lithographie du Carignan.

### Histoire
Le carignan N doit son nom à la ville de Cariñena, dans la province de Saragosse.
Selon Guy Lavignac, il serait arrivé en France au Moyen Âge, rapporté par des pèlerins de retour de Saint-Jacques-de-Compostelle. Dans le vignoble du sud-ouest, le climat peu favorable ne lui a pas permis de s'imposer, mais en Languedoc-Roussillon, il trouve des coteaux arides et peu fertiles à la mesure de ses exigences.
À la suite de la crise du phylloxéra, il est planté dans les plaines irriguées du Languedoc-Roussillon et des Côtes du Rhône sur des milliers d'hectares grâce à sa capacité à produire en abondance. Cet abandon de la culture en coteaux a beaucoup nuit à la réputation des vins de cette région et à celle du cépage: en effet, avec des rendements supérieurs à 60 hectolitres à l'hectare, on obtient des vins sans intérêt, plats et insipides, sans couleur, aux tanins âpres et durs. À la même époque, la création d'un grand vignoble en Algérie lui a fait traverser la Méditerranée. À son époque faste, il couvrait 140 000 hectares (1 400 km2).
À partir des années 1980-1990, le carignan retrouve un certain engouement dû à sa vinification en macération carbonique à la suite d'essais concluants de Michel Flanzy. En parallèle, l'accession à l'AOC de zones favorables au cépage (Corbières, Minervois, Coteaux du Languedoc) a permis de redécouvrir les qualités anciennes de ce cépage : arômes fruités et structure puissante et apte au vieillissement. Même si son passé en a fait un cépage limité à 40 % en Provence ou à 30 % dans les AOC de l’ancienne région Languedoc-Roussillon, il existe deux exceptions notables : le terroir de Corbières-boutenac, zone limitée de l'AOC Corbières et l'AOC Fitou, qui lui sont restés fidèles, continuant de produire un vin fidèle à son terroir, riche en tanins, puissant, charpenté et qui se bonifie en vieillissant.

### Aire de production
Cépage méditerranéen, son aire de culture correspond aux pays viticoles bénéficiant d'un climat méditerranéen, comme pour le grenache et le cinsaut, ses collègues de parcelle.
La France est le pays d'adoption du carignan. En 1968, il représentait 211 254 ha. Même si cette surface a beaucoup diminué, il reste une valeur sûre avec 95 744 ha.
En Espagne, son pays d'origine, il n'y représente que 8 100 ha, sous plusieurs noms (cariñena, carinyera ou mazuelo). En Europe, on le rencontre sur 2 500 ha en Italie, sur 1 000 ha à Chypre ou en Grèce. Il est présent en Afrique, 4 400 ha au Maroc et rare en Afrique du Sud. En Amérique, il est signalé aux États-Unis, 3 800 ha en Californie, au Mexique sur 13 500 ha, au Chili sur 1 500 ha, en Argentine ou en Uruguay. Il est aussi présent en Australie et en Chine.

### Variabilité génétique

#### Clones
En France, des prospections menées dans le vignoble des sables littoraux et dans les Corbières ont conduit à la création d'une collection d'étude. Parmi ses représentants, 25 clones ont été homologués.
| Clone | Provenance | Agrément | Productivité     | TAVP            | Potentiel |
| ----- | ---------- | -------- | ---------------- | --------------- | --------- |
| 6     | Gard       | 1971     | Moyenne          | Moyen           | B         |
| 7     | Gard       | 1971     | Moyenne          | Forte           | B         |
| 8     | Gard       | 1971     | Moyenne          | Moyen           | B         |
| 9     | Gard       | 1971     | Faible           | Moyenne à forte | B         |
| 62    | Gard       | 1971     | Moyenne          | Forte           | C         |
| 63    | Gard       | 1971     | Moyenne          | Forte           | B         |
| 64    | Gard       | 1971     | Moyenne          | Moyen           | B         |
| 65    | Gard       | 1971     | Faible           | Forte           | A         |
| 66    | Gard       | 1971     | Moyenne ou forte | Moyenne         | B         |
| 90    | Gard       | 1971     | Forte            | Forte           | C         |
| 151   | Aude       | 1972     |                  | Moyenne         | C         |
| 152   | Aude       | 1972     |                  | Forte           | B         |
| 153   | Aude       | 1972     |                  | Moyenne         | C         |
| 171   | Gard       | 1972     | Forte            | Faible          | C         |
| 178   | Roussillon | 1972     |                  | Moyenne         | B         |
| 179   | Aude       | 1972     |                  | Forte           | B         |
| 270   | Gard       | 1973     |                  | Moyenne         | C         |
| 271   | Gard       | 1973     | Moyenne          | Moyen           | B         |
| 272   | Gard       | 1973     |                  | Moyen           | C         |
| 273   | Gard       | 1973     |                  | Moyen           | C         |
| 274   | Gard       | 1973     |                  | Moyen           | A         |
| 275   | Gard       | 1973     |                  | Moyen           | B         |
| 276   | Gard       | 1973     |                  | Moyen           | B         |
| 505   | Hérault    | 1976     | Moyenne          | Moyen           | B         |
| 547   | Hérault    | 1978     |                  | Faible          | C         |

#### Mutation

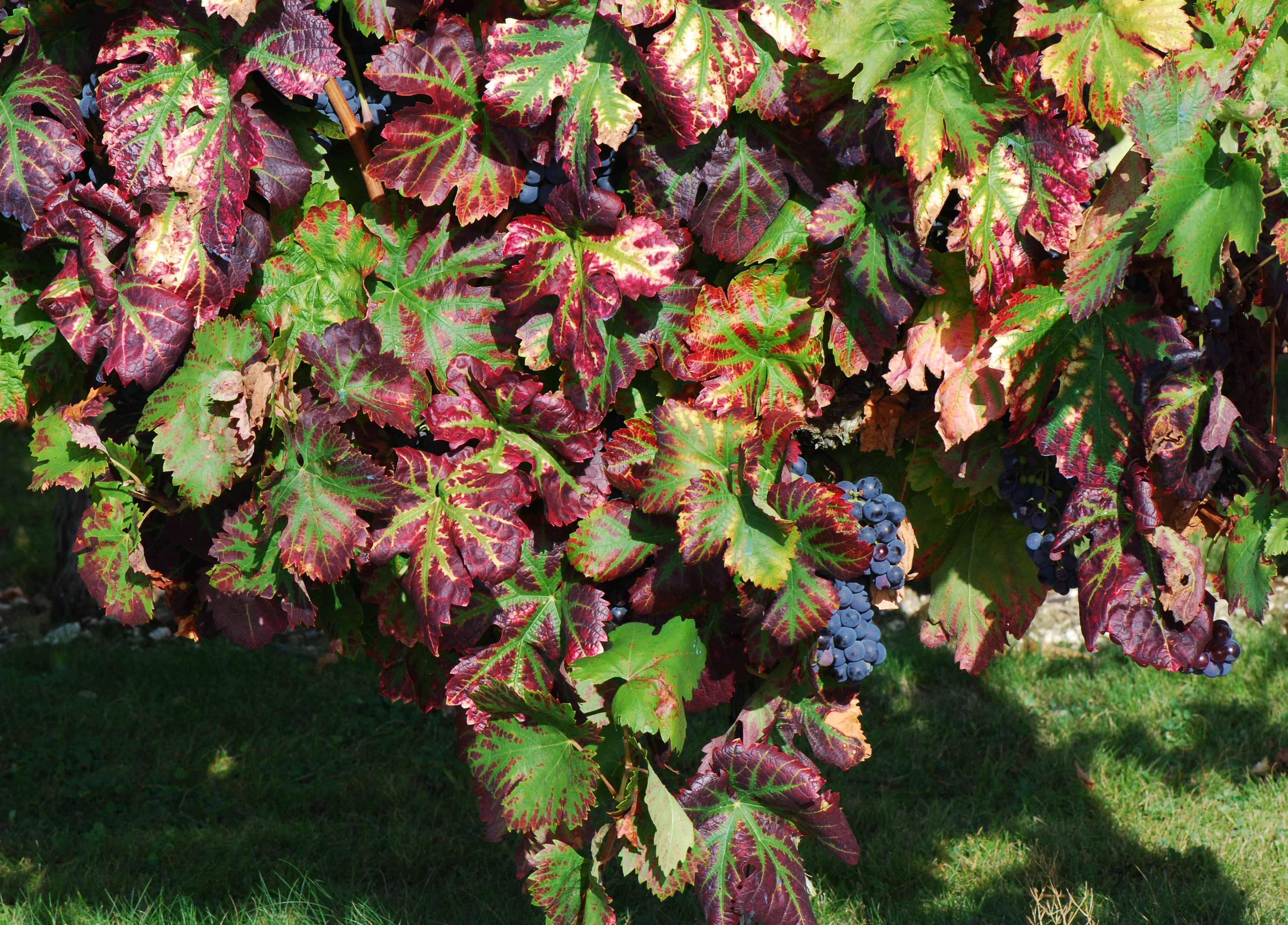
Carignan, en octobre
Conservatoire du vignoble charentais.

L'existence du carignan blanc B montre qu'au cours des siècles, des mutations se sont produites. Elle est la seule conservée en collection.

### Synonymes
Le carignan est connu aussi sous les noms suivants :
- babonenc
- babounenc
- blauer carignan
- bois de fer
- bois dur
- bove duro di Spagna
- cagnolaro tinto
- calignan
- carignano
- carignan Mouillan
- carineña
- carignan noir
- carignane noire
- carignane
- carignane Mouilla
- carignane Violette
- carignano di Carmignano
- carinena
- catalan
- crujillón
- crusillo
- crusillo y Samso
- girarde
- grenache du Bois dur
- karinjan
- kek Carignan
- kerrigan
- legno Duro
- legno Duro di Portoferraio
- manueolo Tinto
- marocain
- mataro
- mazuela
- mazuelo
- mollard
- monestel
- mounestéou
- pinot Evara
- pinot d'Evora
- plant d'Espagne
- plant de Lédenon
- pokovec
- roussillonen
- samso Crusillo
- shopatna Blau
- tinto mazuela
- uva di Spagna

## Caractèresampélographiques
- Bourgeonnement très cotonneux.

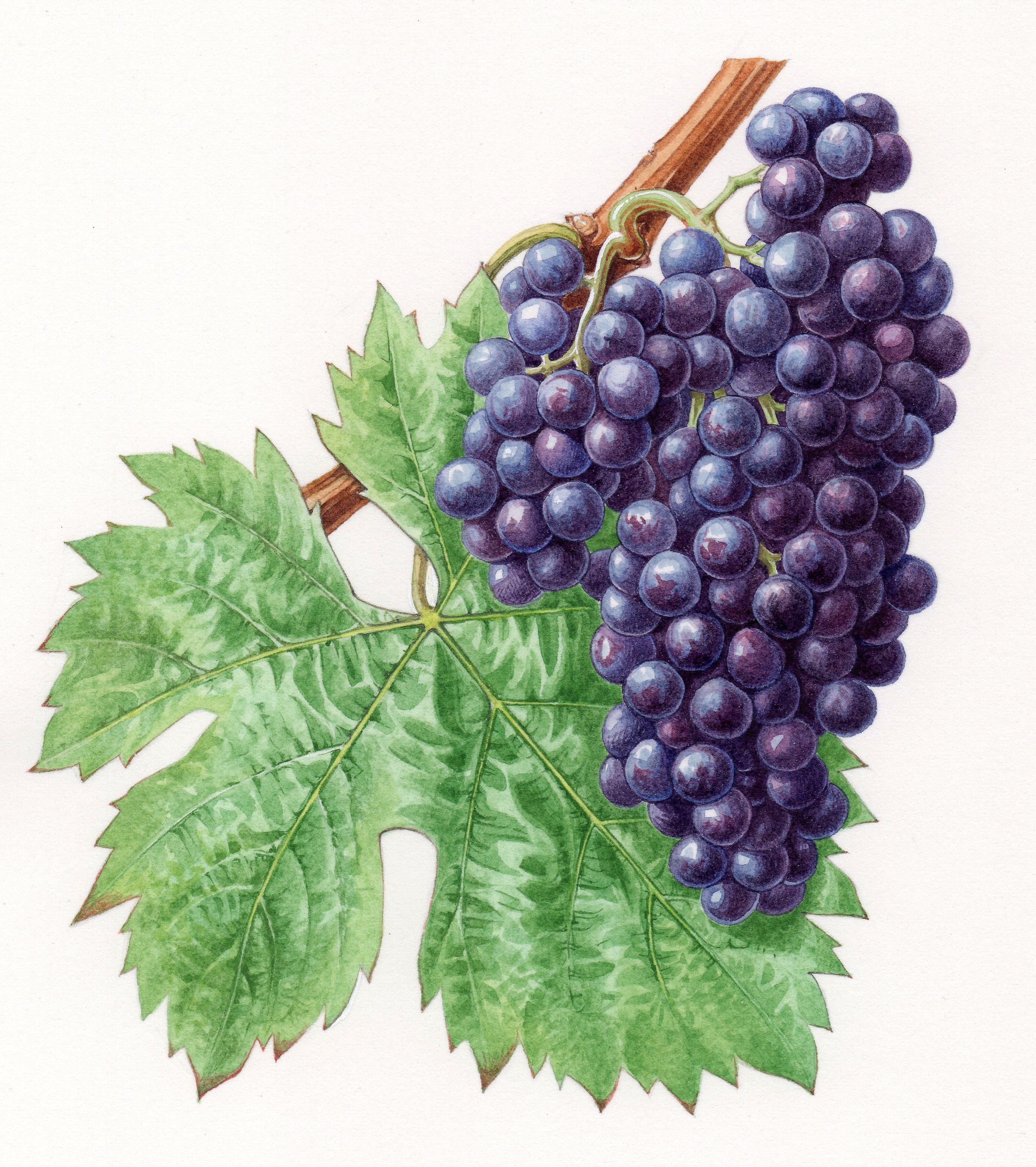
Grappe et feuille de carignan.

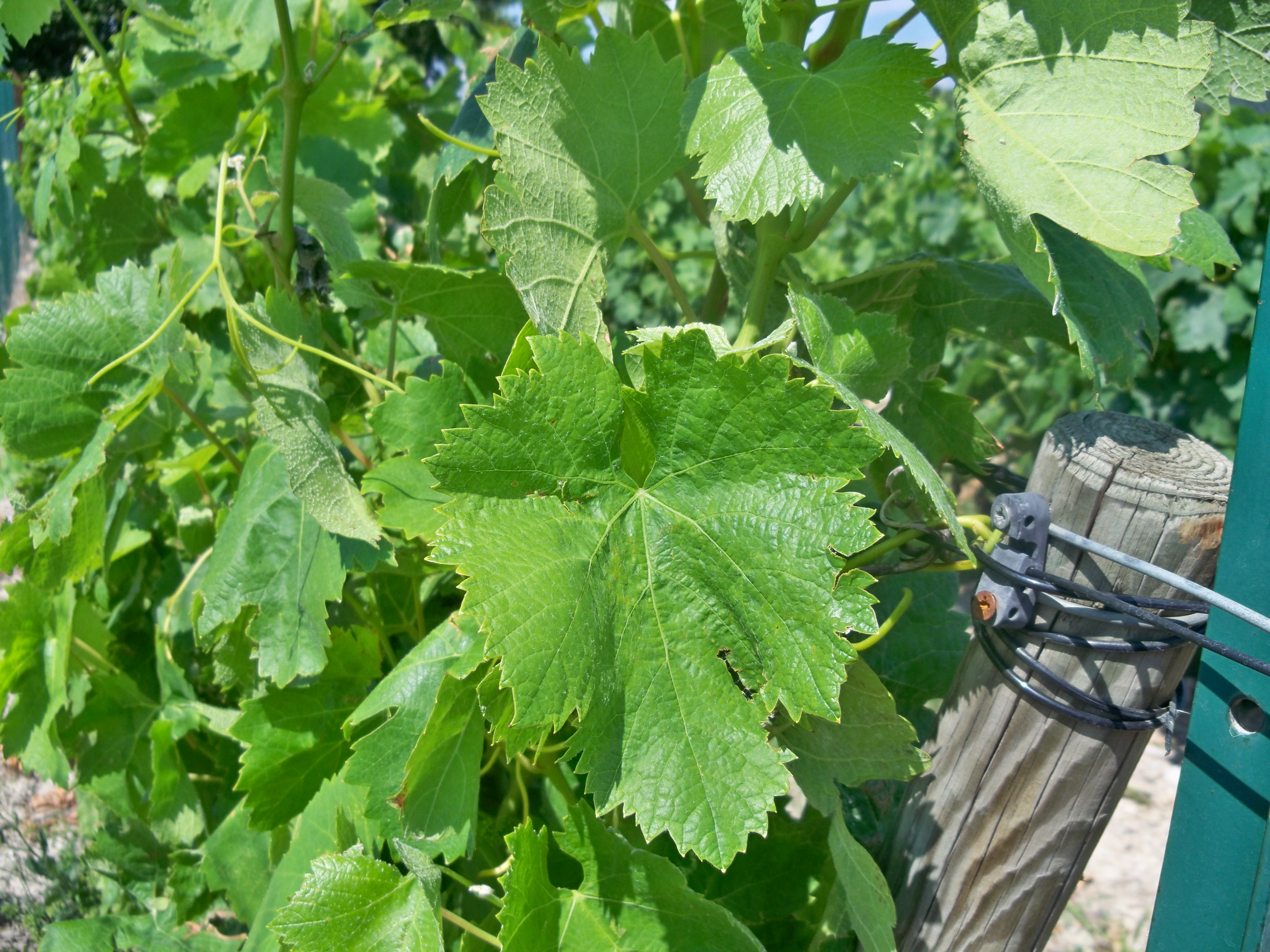
Feuillage de carignan N.

- Jeunes feuilles brillantes jaunâtres.
- Rameau herbacé aux entre-nœuds striés de rouge.
- Feuilles adultes de grande taille à 5 lobes, sinus pétiolaire peu ouvert ou fermé, des sinus latéraux plus ou moins profonds, un limbe fortement gaufré surtout autour du point pétiolaire.
- Grappes de grande taille. Baies grandes arrondies ou faiblement elliptiques avec une pellicule épaisse et riche en tanins.

## Aptitudes

### Culturales
Son port érigé et sa fertilité le prêtent bien à la conduite en gobelet. Sa fertilité donne une production régulière et importante qui doit être jugulée par une taille courte (gobelet ou cordon) et un terrain peu fertile et aride.

### Sensibilité climatique
Il supporte bien la sécheresse estivale et le vent même fort (mistral, tramontane ou sirocco). En revanche, il extériorise beaucoup les cas de carence en potassium.
Cépage tannique et tardif, il nécessite un climat chaud l'été avec un automne assez long et une très bonne exposition.

### Sensibilité aux maladies
Il craint essentiellement l'oïdium qu'il redoute autant sur feuille que sur grappe. Il craint aussi les cicadelles des grillures.
Concernant la pourriture grise, sa pellicule épaisse et ses terroirs de prédilection arides l'en préservent plutôt bien. Il craint peu l'excoriose.

### Aptitudes œnologiques
Sur les jeunes vignes, les vins sont fruités mais les tanins sont durs et amers. Sur les vieilles vignes, ces tanins sont beaucoup plus fins, même s'ils demandent un vieillissement destiné à les assouplir.
Les inconvénients liés à ces tanins ont conduit à plusieurs solutions; la macération carbonique donne des vins très fruités, souples et bien équilibrés; l'assemblage avec des cépages aux tanins plus souples, syrah N, grenache N ou cinsaut N, dilue les défauts à condition de limiter le pourcentage de carignan; les meilleurs vins sont produits sur les vignes de plus de quarante ans, donnant des vins dominés par les arômes de fruits rouges et d'épices. En vieillissant, ils développent d'autres notes : fruits mûrs (pruneau notamment), pain grillé, amande grillée, cuir. Dans ce cas, un assemblage dominé par le carignan donne de grands vins destinés à défier le temps en cave.
Vinifié en vin rosé, il donne un vin aromatique au bon équilibre acide-alcool et au fruit agréable. Il est un bon compagnon d'assemblage du grenache N et du cinsaut N en Provence.